# インヴィンシブル級航空母艦
インヴィンシブル級航空母艦（英語: Invincible-class aircraft carrier）は、イギリス海軍が建造した航空母艦の艦級。公式の艦種呼称はCVS（対潜空母）とされており、またジェーン海軍年鑑では軽空母と類別された。
世界で初めてスキージャンプ勾配によるSTOVL運用を導入した艦級であり、フォークランド紛争で実戦投入された際には、搭載するシーハリアーによる戦闘空中哨戒・近接航空支援で活躍して、その実用性を世界に印象づけた。ソ連海軍のキエフ級航空母艦とともに、現代的な軽空母の先駆者として高く評価されている。

## 来歴

### CVA-01と護衛巡洋艦
1950年代より、イギリス海軍は新しいヘリ空母についての検討を開始した。当初はヘリコプター22機の搭載が求められたために排水量19,000トンとされていたが、コスト低減のため、後に搭載機は8機に削減された。これに伴い、設計案の排水量も5,000～7,000トン程度に削減されたほか、従来の空母船型に加えて、艦橋構造物と一体化した長船尾楼を備えた巡洋艦型の設計も俎上に載せられた。
これらの検討は1959年から1960年頃にはおおむね完了しており、これを踏まえて、1961年5月、海軍本部は国防省に対し、護衛巡洋艦（escort cruiser）を提案した。これは基準排水量13,500トン、シースラグ艦対空ミサイルや旗艦設備を備えるほか、正規空母を固定翼機の運用に集中させられるように、シーキング哨戒ヘリコプター9機の運用も分担することになっていた。その後、ポラリス搭載潜水艦の購入予算を確保するため、護衛巡洋艦計画は一時的に棚上げされて、まずはタイガー級防空巡洋艦をヘリコプター巡洋艦として改装することになった。
またこれとは別に、1963年7月30日、イギリス政府は、空母「アーク・ロイヤル」および「ヴィクトリアス」の代替となる新しい航空母艦の建造計画を発表した。1964年度の国防白書では、近代化改修された空母「イーグル」よりわずかに大きく、1970年代初頭より就役する予定とされており、設計はCVA-01級と名付けられた。CVA-01級の設計は1966年1月27日に完了したが、その後1ヶ月もしないうちに、1966年度国防白書によって計画そのものがキャンセルされた。

### CCHとTDC
CVA-01級の計画中止後も護衛巡洋艦の計画は生き残ったが、艦隊から正規空母が消滅することになったことに伴い、設計は全面的に改訂された。1967年12月には幕僚要求事項が作成されたが、航空運用能力は強化され、軽空母（CVL）に近いサイズまで大型化した。この計画は指揮巡洋艦（CCH）と称されるようになっており、1968年1月には3つの設計案が作成された。1つめは艦後半部のみに航空艤装を備えた航空巡洋艦（12,750トン）、2つめは全通飛行甲板を備えた案（17,500トン）、3つめはこれに海底反跳に対応したソナーを追加した案（18,700トン）であった。参謀部は3つめの設計を採択し、1970年末には概略設計が完了した。
一方、当時イギリスでは垂直離着陸機の開発が進められており、1966年にはイギリス空軍向けの実用機としてホーカー・シドレー ハリアーが初飛行し、1969年には引き渡しを受けていた。また早期から艦上運用も模索されており、1963年2月の時点で、既に試作機であるホーカー・シドレー P.1127が「アーク・ロイヤル」での離着艦に成功していた。また空軍のハリアーGR.1攻撃機の戦力化が進むにつれて、艦艇での運用適応テストが順次に実施されており、1969年9月にはコマンドー母艦「ブルワーク」、1970年3月には空母「イーグル」、1971年3月には「アーク・ロイヤル」でも運用適応テストが実施された。
ハリアーは、航続距離や兵装搭載量で通常離着陸（CTOL）機に劣る点が多かったものの、Tu-95「ベア」のような洋上哨戒機を追い払うための要撃機としては有望と考えられており、1969年、デビッド・オーエン海軍担当政務次官は、同機を新しい対潜巡洋艦からも運用するように提言した。この提言は、この時点では採択されなかったものの、上記のように艦型が拡大されるとともに本格的に検討されるようになっていった。この頃には、計画は全通甲板巡洋艦（Through Deck Cruiser, TDC）と称されるようになっていた。
1973年4月17日、1番艦「インヴィンシブル」が発注された。建造途上の1975年5月にはシーハリアーの導入が正式に決定され、これに伴い、発艦支援設備としてスキージャンプ勾配が同艦に追加されることとなった。これらの設計変更の影響もあり、同艦の就役は予定より2年遅れの1980年7月にずれ込むこととなった。就役時には、対潜空母と称されるようになっていた。

## 設計

### 船体
船型としては全通甲板型が採用されており、上部構造物は右舷側に寄せたアイランド方式とされている。ガスタービン主機をシフト配置している関係から、アイランドはかなり長大なものとなった。また英空母の通例として、アイランドは右舷いっぱいに寄せられてはおらず、その外側には車両等が通行できる程度の通路が残されている。
なお、建造費と維持費を抑えるため、商船の設計方法が導入されている。LB比（水線長／幅）は約7で、決して高速艦の艦型ではない。ただし、機関部はダブル・ハルとされるなど抗堪性には意が払われており、また後に数次に渡る改修による重量増（1990年前後の第1次改装のみで250トン）を許容できるなど、設計には十分な余裕が見込まれていた。
小型の空母なので艦の動揺軽減のために船底に固定式のフィン・スタビライザーを2組備えることで、艦載機の離着艦の安全をはかり、シーステート7という荒れた海でも33km/hで航走して70%の時間で動揺を5度以内に収める設計となっている。高い乾舷もあって、航洋性は非常に優れていた。

### 機関
本級は、当時としては世界最大のガスタービン推進艦として知られている。主機関としては、21型フリゲートで高速機として採用されていたロールス・ロイス オリンパスTM3Bの単機種構成とされ、COGAG方式で2基ずつ4基、両舷2軸に配している。抗堪性向上のため機関はシフト配置とされており、前部機械室が右舷軸、後部機械室が左舷軸を駆動する。なお、後のガスタービン推進艦は、いずれも可変ピッチプロペラ（CPP）によって逆進時の操作を容易にしていたが、本級ではまだ固定ピッチ式であったため、歯車減速装置に逆転機が付されている。
電源としては、パクスマン-バレンタ16-RPM 200Aディーゼルエンジンを原動機とする発電機（単機出力1,750キロワット）8セットが搭載された。

## 能力

### 航空運用機能

#### 発着艦設備

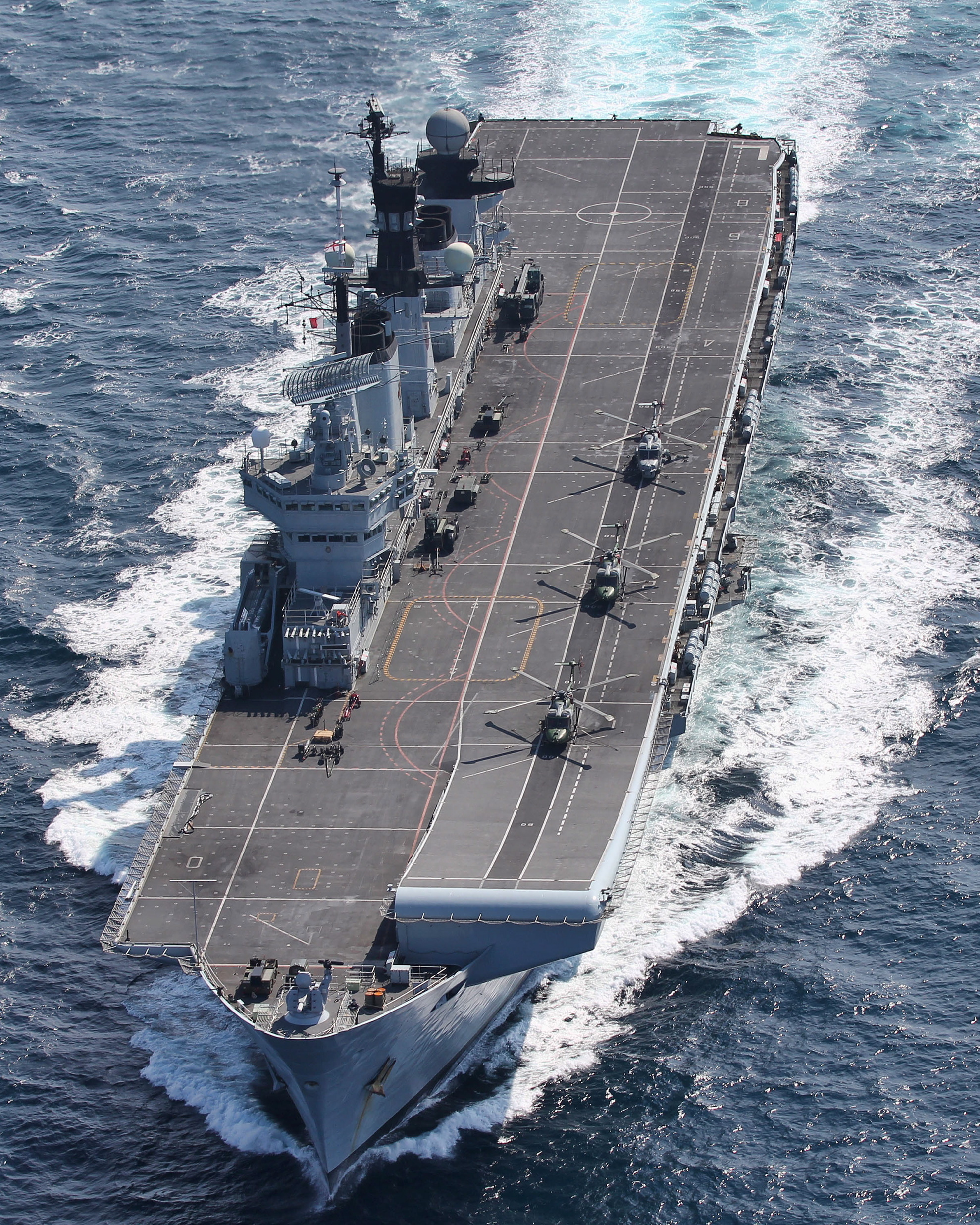
「イラストリアス」の飛行甲板

全通飛行甲板は長さ183m×幅13.5mを確保している。全通飛行甲板の左舷側が滑走レーンとされており、艦首尾線にほぼ平行ではあるが、当初は艦首にシーダート発射機が設けられていたことから、これを避けるため、わずかに左側に寄せられている。ヘリコプターの発着スポットが6ヶ所、滑走レーンには4ヶ所のスタート・ポイントが設定された。
設計当初、装備を搭載したシーハリアーを発艦させるためにはカタパルトが必要と考えられていたが、ガスタービン艦である本級では、蒸気タービン艦のように主機用のボイラーからの抽気によって蒸気カタパルトを駆動するという選択肢がないため、カタパルトをどうやって駆動するかが課題となっていた。1969年に、海軍とホーカー・シドレー社の技術者がそれぞれ別々にスキージャンプを発明し、本級のための発艦支援設備として採用された。これにより、シーハリアーの搭載量は30パーセント増大し、滑走距離の短縮にもつながった。「インヴィンシブル」と「イラストリアス」では、滑走レーンの前端部に軽量鋼製で重量47トン、勾配角7度のスキージャンプが設けられた。また設計変更の余裕があった「アーク・ロイヤル」では勾配角を12度に増し、長さも12メートル延長した。その後、「インヴィンシブル」は1986年から1989年にかけての改修で12度に、また「イラストリアス」も1990年代の改修で13度に勾配角を増した。

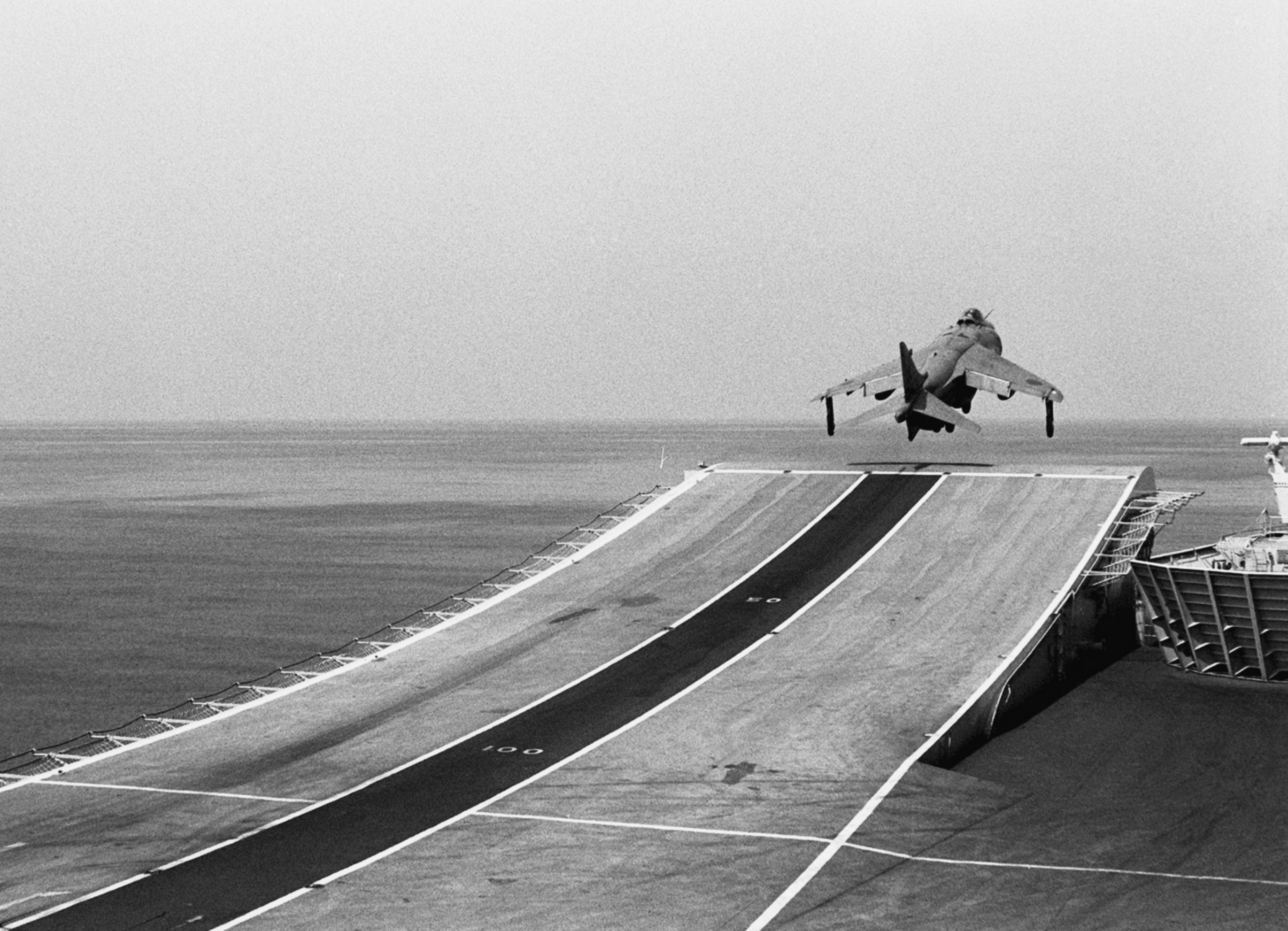
スキージャンプ勾配を利用して発艦するシーハリアーFRS.1

#### 格納・補給

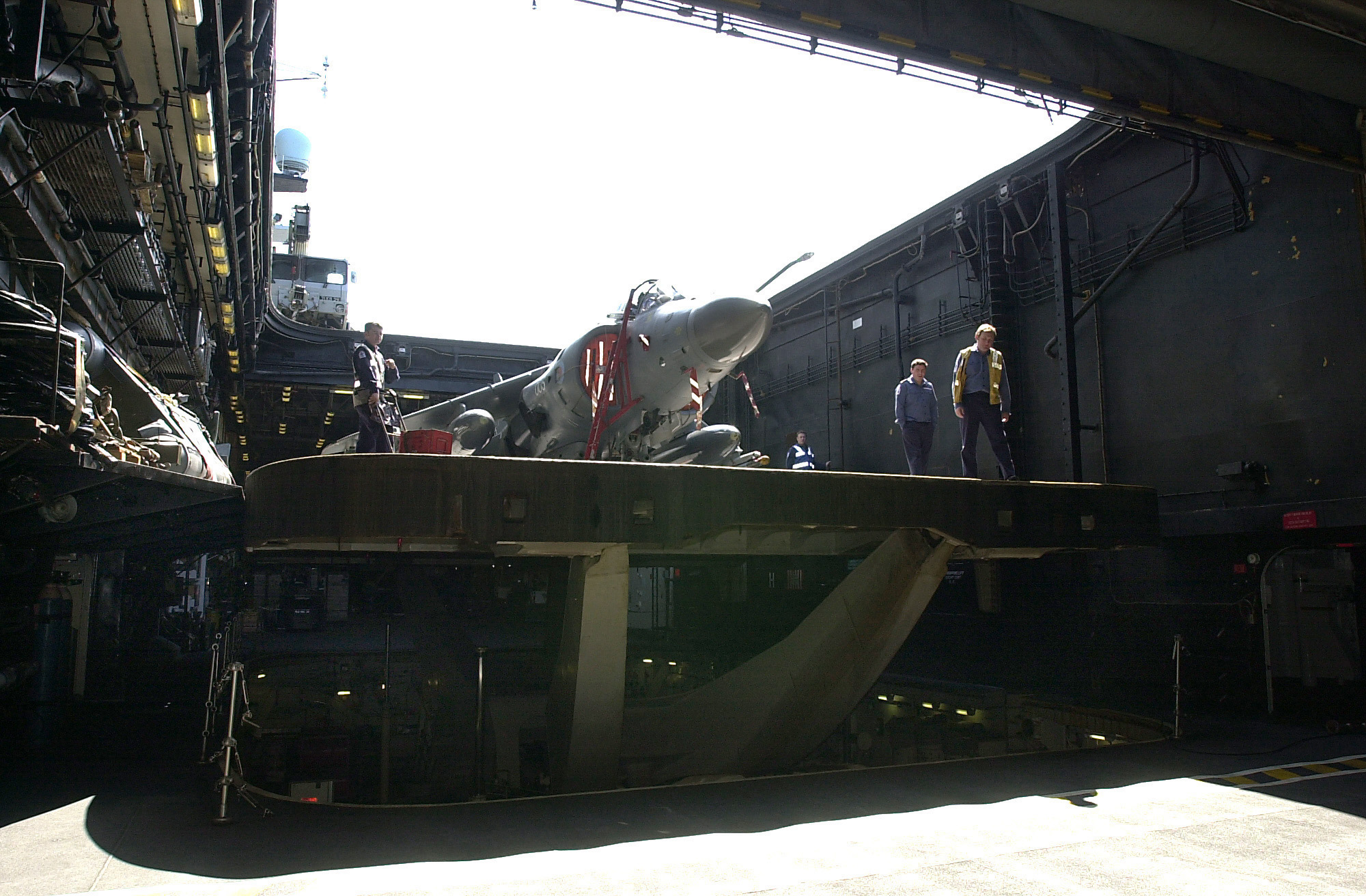
シーハリアーFA.2を搭載したエレベーター

飛行甲板の下には、1層のギャラリデッキをおいて、長さ152×幅22.6×高さ6.10メートルのハンガー・デッキが設けられている。3つのベイに分割されており、中央部ではガスタービン主機のための給排気路のため、他の部分よりも低くなっている。飛行甲板とハンガーを連絡する艦載機用エレベーターとしては、長さ16.7×幅9.7メートルのものが中央前部と中央後部に1基ずつ、いずれもインボード式に設置されている。このエレベーターは2本のY字型アームを油圧で動かすことで昇降させる形式で、元々はCVA-01のために開発されていたものであるが、重いチェーンや錘が必要なくなるため、重量軽減に有用であると考えられていた。ストラチャン・アンド・ヘンショー社製のチェーン式のエレベータへの換装も計画されたが、予算面の問題から実現しなかった。
平時の搭載機はシーハリアーFRS.1艦上戦闘機5機とシーキングHAS.5哨戒ヘリコプター10機が標準的な構成とされていたが、「インヴィンシブル」がフォークランド紛争に派遣された際には、シーハリアーFRS.1×8機とシーキングHAS.5×11機が展開した。その後、同艦は上記の1980年代後半の改修の際に、シーハリアー9機とシーキング12機を搭載できるように格納庫を改修した。搭載機としては早期警戒用のシーキングAEW.2が追加された。
また1990年代中盤にはシーダート発射機の撤去に伴い、飛行甲板は23×18メートル拡大されたほか、統合運用に対応して空軍のハリアーII攻撃機を整備するための設備が設置され、最大で24機までの航空機を搭載できるようになった。その後、2006年までにシーハリアーFA.2艦上戦闘機が運用を終了したことから、以後は固定翼機としてはハリアーIIのみが搭載されるようになり、2007年時点では、ハリアーGR.7A/9A×16機とマーリンないしシーキング×6機が標準的な構成とされていたが、2010年には空軍型ハリアーも退役し、固定翼機をもたないヘリ空母として活動することになった。
航空燃料としては、ジェット燃料（AVCAT）を250,000英ガロン (1,100,000 L)搭載できた。また航空機の搭載兵装として、WE.177核爆弾の搭載にも対応していた。その後、上記の1980年代後半の改修の際に、シーイーグル空対艦ミサイルおよびスティングレイ短魚雷を収容できるように弾庫を50パーセント拡大した。

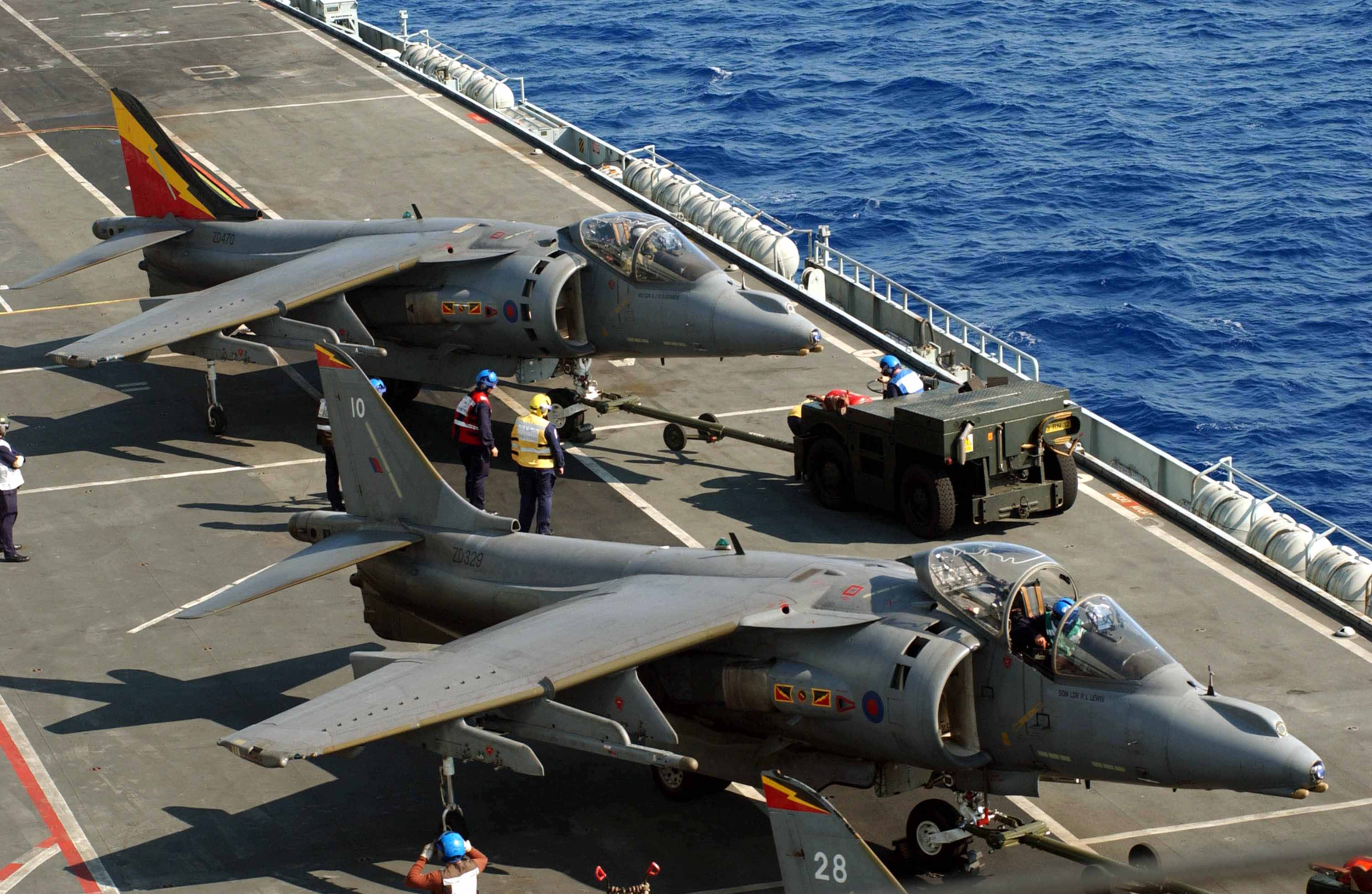
駐機するハリアーGR.5
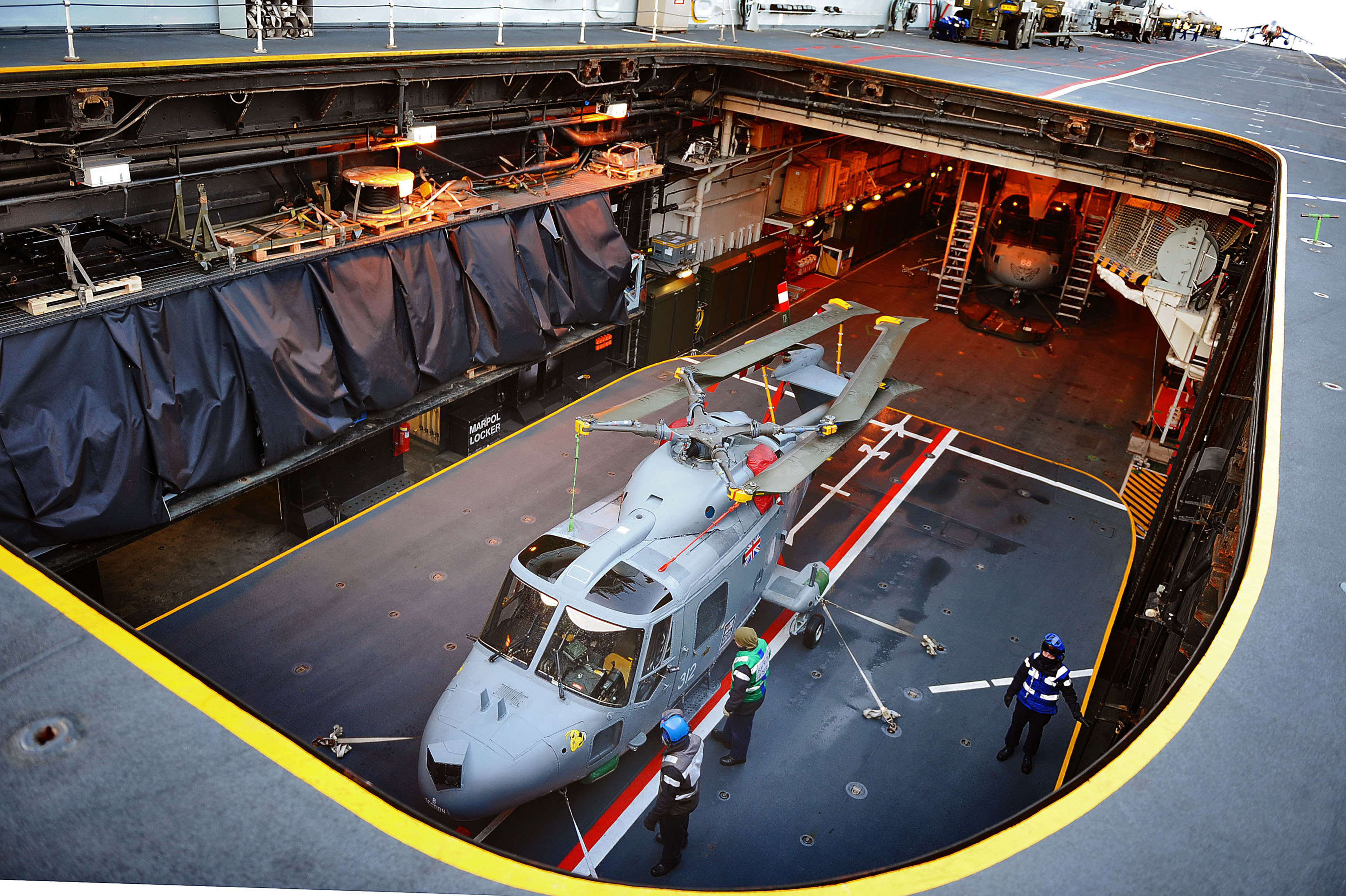
リンクスを搭載したエレベーター
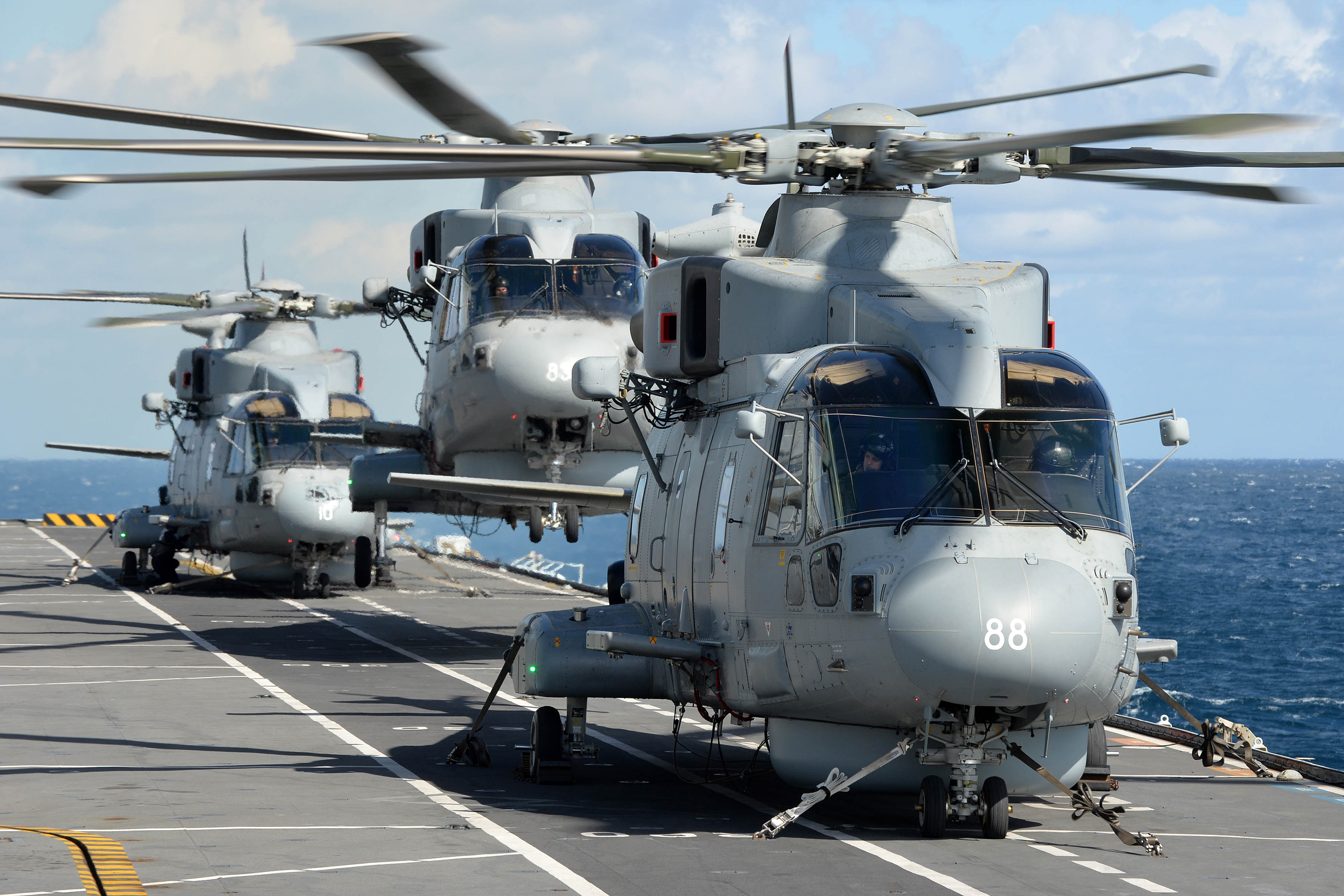
マーリンHM Mk.2

### 個艦防御機能

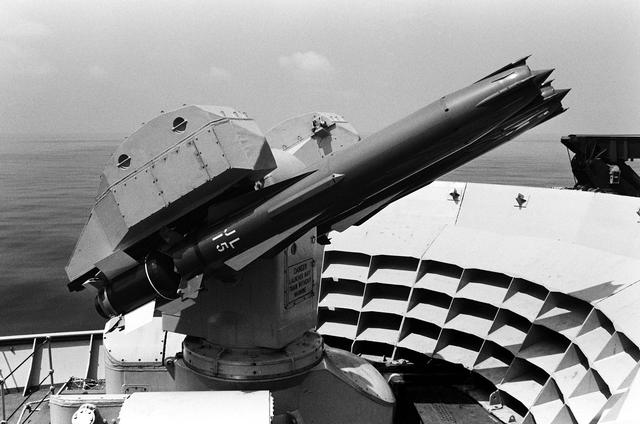
シーダート発射機とブラストシールド

元来のコンセプトが巡洋艦であったこともあり、本級は、航空母艦としてはかなり強力な個艦戦闘機能を備えている。飛行甲板前端の艦首には、当時の主力防空艦であった42型駆逐艦と同型のシーダート艦隊防空ミサイルの連装発射機が搭載されており、バックブラストが飛行甲板上に影響を与えないよう、その後方には大型のシールドが設置された。ただし後に、航空艤装拡張のため、これらのシーダートの運用設備は撤去された。また当初の計画では、エグゾセ艦対艦ミサイル4発の搭載も検討されていたが、これは断念された。
本級は当初CIWSを搭載していなかったが、フォークランド紛争の戦訓から、当時艤装の最終段階にあった「イラストリアス」は、急遽アメリカから提供されたファランクスを装備した。当初の搭載数は2基であったが後に3基に増備され、また1・2番艦も同様の要領で搭載した後、より大口径のゴールキーパーに換装された。

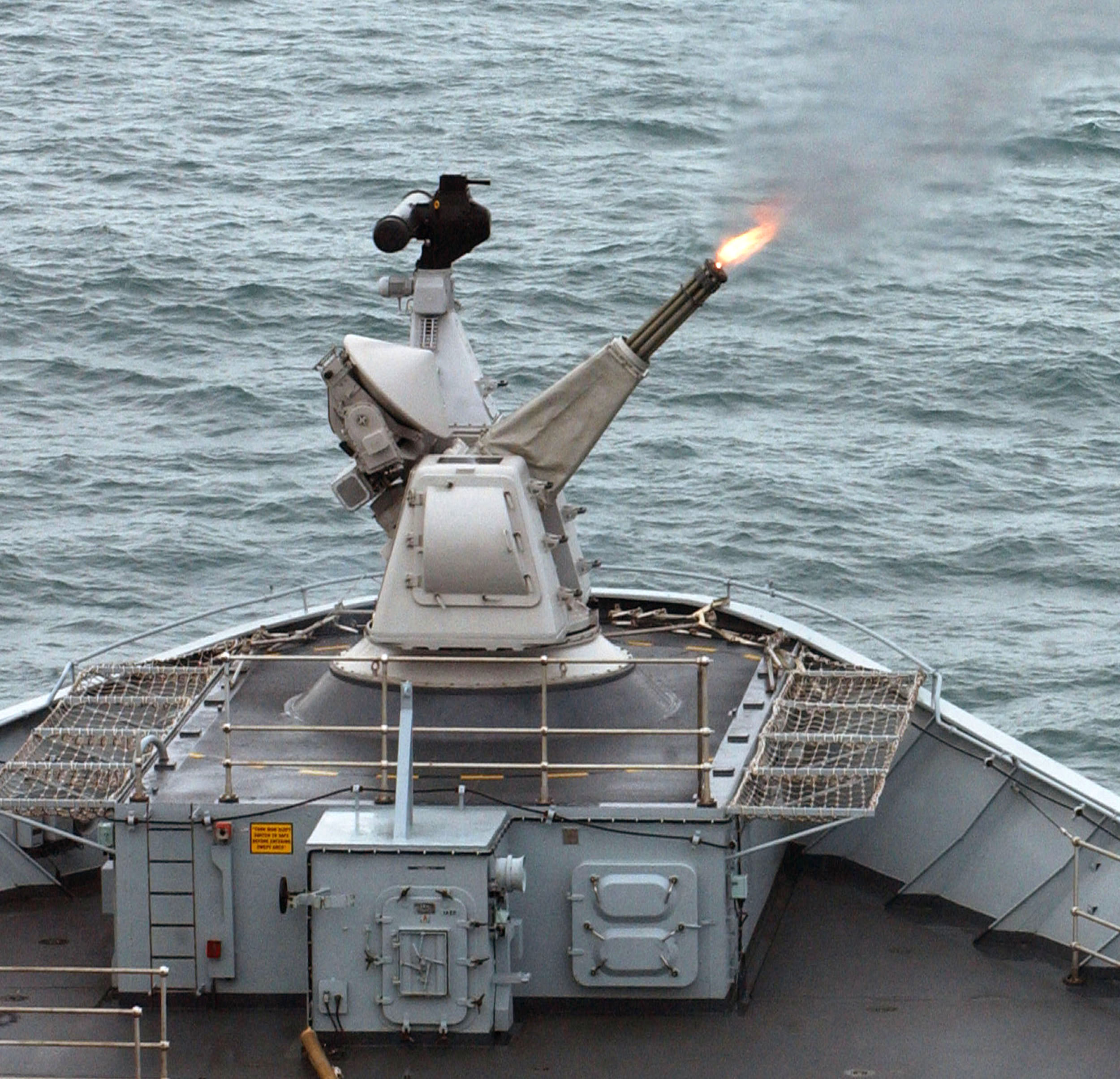
「インヴィンシブル」のゴールキーパー
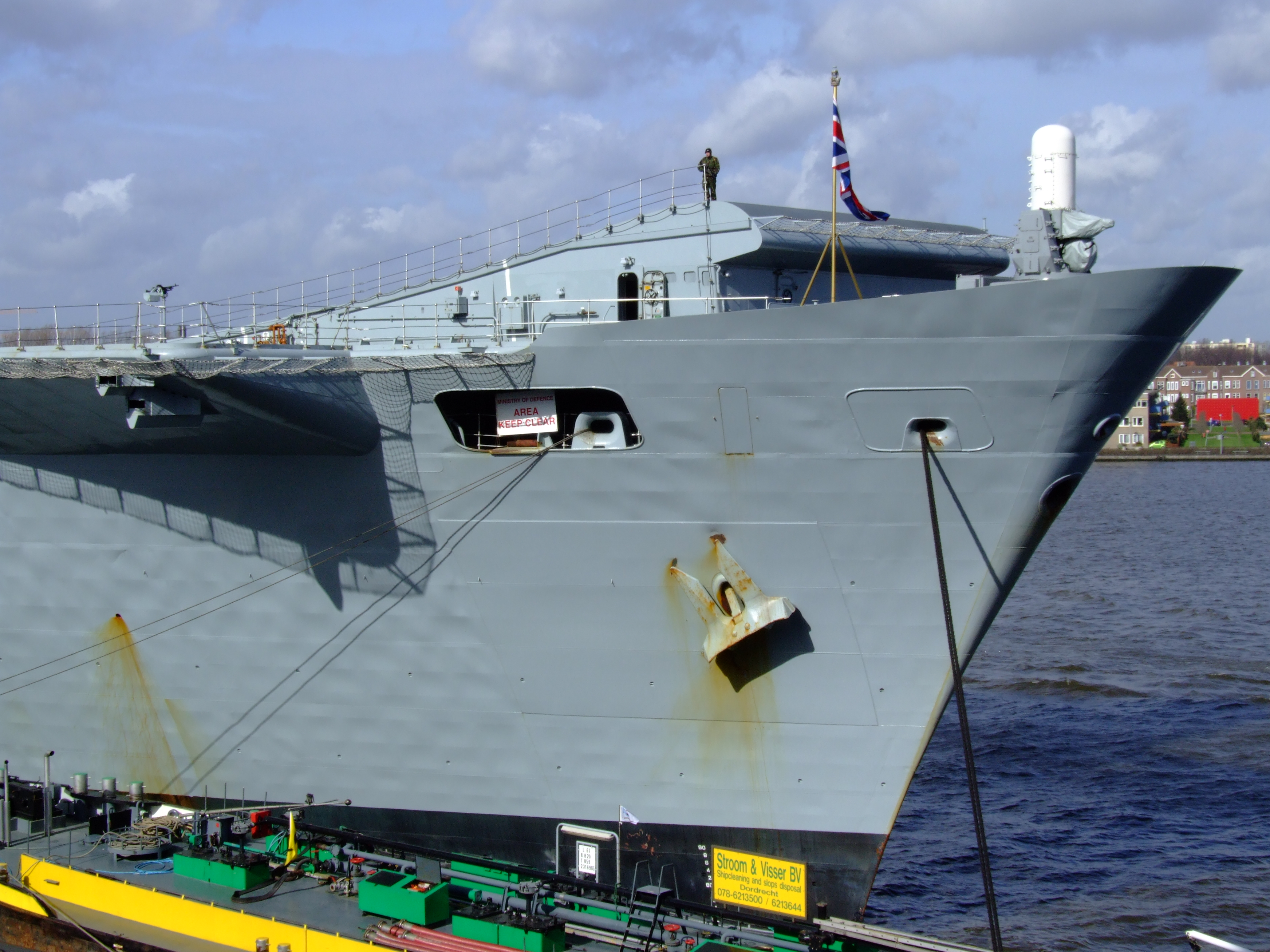
「アーク・ロイヤル」艦首のファランクス

## 比較表

### 機能の類似する他艦艇との比較
|              |            | クイーン・エリザベス級           | オーシャン           | インヴィンシブル級                                  |
| ------------ | ---------- | -------------------------------- | -------------------- | --------------------------------------------------- |
| 艦種         | 艦種       | 航空母艦                         | ヘリコプター揚陸艦   | 対潜空母・軽空母                                    |
| 船体         | 満載排水量 | 67,699 t                         | 22,500 t             | 20,500 t                                            |
| 船体         | 全長       | 284 m                            | 203.4 m              | 210 m                                               |
| 船体         | 最大幅     | 73 m                             | 35 m                 | 36 m                                                |
| 機関         | 方式       | IFEP                             | ディーゼル           | COGAG                                               |
| 機関         | 出力       | 108,000 hp                       | 450 kW               | 112,000 hp                                          |
| 機関         | 速力       | 26 kt                            | 19 kt                | 28 kt                                               |
| 兵装         | 砲熕       | ファランクスCIWS×3基             | ファランクスCIWS×3基 | ゴールキーパーCIWS×3基                              |
| 兵装         | 砲熕       | 30mm単装機銃×4基                 | 20mm機銃×4基         | 20mm機銃×2基                                        |
| 兵装         | 砲熕       | 12.7mm重機関銃×6基               | 7.62mm機関銃×4基     | －                                                  |
| 兵装         | ミサイル   | －                               | －                   | シーダート連装発射機×1基                            |
| 航空運用機能 | 飛行甲板   | スキージャンプ勾配つき全通甲板   | 全通甲板             | スキージャンプ勾配つき全通甲板                      |
| 航空運用機能 | 搭載機数   | 最大48機                         | 最大18機             | 最大24機                                            |
| 航空運用機能 | 搭載機     | F-35B×24-36機 ヘリコプター×10機  | ヘリコプター×18機    | シーハリアー/ハリアー II×9-12機 ヘリコプター×6-10機 |
| 航空運用機能 | 同時発着   | F-35Bなら5機 ヘリコプターなら6機 | 4-6機                | 4機                                                 |
| 同型艦数     | 同型艦数   | 2隻                              | 1隻                  | 3隻                                                 |

### 世界の軽空母・ヘリ空母との比較
|              |              | いずも型                | ひゅうが型             | カヴール                           | インヴィンシブル級 (改修後)        |
| ------------ | ------------ | ----------------------- | ---------------------- | ---------------------------------- | ---------------------------------- |
| 船体         | 満載排水量   | 24,000 t                | 18,300 t               | 27,100 t                           | 20,710 t                           |
| 船体         | 全長         | 248 m                   | 197.0 m                | 236.5 m                            | 210 m                              |
| 船体         | 最大幅       | 38 m                    | 33 m                   | 39 m                               | 36 m                               |
| 機関         | 方式         | COGAG                   | COGAG                  | COGAG                              | COGAG                              |
| 機関         | 出力         | 112,000 hp              | 100,000 hp             | 118,000 hp                         | 112,000 hp                         |
| 機関         | 速力         | 30 kt                   | 30 kt                  | 28 kt                              | 28 kt                              |
| 兵装         | 砲熕         | ファランクスCIWS×2基    | ファランクスCIWS×2基   | 76mm単装砲×2基                     | CIWS×3基                           |
| 兵装         | 砲熕         | 12.7mm重機関銃×数基     | 12.7mm重機関銃×7基     | 25mm機関砲×3基                     | 20mm機関砲×2基                     |
| 兵装         | ミサイル     | SeaRAM 11連装発射機×2基 | VLS×16セル (ESSM, VLA) | VLS×32セル (アスター15)            | ―                                  |
| 航空運用機能 | 飛行甲板     | 全通飛行甲板            | 全通飛行甲板           | スキージャンプ勾配つき全通飛行甲板 | スキージャンプ勾配つき全通飛行甲板 |
| 航空運用機能 | エレベーター | 2基                     | 2基                    | 2基                                | 2基                                |
| 航空運用機能 | 搭載機数     | ヘリコプター最大14機    | ヘリコプター最大10機   | V/STOL機×8機 ヘリコプター×12機     | ヘリコプター最大22機               |
| 同型艦数     | 同型艦数     | 2隻                     | 2隻                    | 1隻                                | 3隻（退役）                        |

## 同型艦

### 一覧表
| #   | 艦名                            | 起工            | 進水            | 就役           | 退役           | 備考         |
| --- | ------------------------------- | --------------- | --------------- | -------------- | -------------- | ------------ |
| R05 | インヴィンシブル HMS Invincible | 1973年 7月20日  | 1977年 5月3日   | 1980年 7月11日 | 2005年 8月3日  | トルコで解体 |
| R06 | イラストリアス HMS Illustrious  | 1976年 10月7日  | 1978年 12月14日 | 1982年 6月20日 | 2014年 8月28日 | トルコで解体 |
| R07 | アーク・ロイヤル HMS Ark Royal  | 1978年 12月14日 | 1981年 6月2日   | 1985年 11月1日 | 2011年 3月11日 | トルコで解体 |

### 運用史
1980年6月「インヴィンシブル」竣工。竣工当初は退役したコマンド母艦「ブルワーク」と「アルビオン」の代替も兼ねていた為、ヘリコプター揚陸艦「オーシャン」の就役までは、海兵隊1個大隊と装備をヘリコプターで揚陸する任務も与えられていた。一時期、「インヴィンシブル」をオーストラリアへ売却する予定だったが、1982年のフォークランド紛争では小型空母とシーハリアーの組合せが戦闘で有効であることが判明し、売却は中止された。
1番艦の「インヴィンシブル」は2005年7月に退役しモスボール化された。2010年まで有事には現役復帰することになっていたが、運用はされず、2010年11月にオークションに出品された。2011年にトルコ・イズミルにある船舶解体業者 LEYAL Ship Recycling Group に売却され解体。
2番艦の「イラストリアス」はインヴィンシブル級の後継としてクイーン・エリザベス級が計画されていたが、その配備を待たず2014年に退役した。緊縮財政を強いられているイギリス国防省は、2013年10月15日、「イラストリアス」の買い手を探し始めた。企業や慈善団体、財団などからの入札を受け付けるとし入札者は英国籍保持者に限らないが、艦体の全部もしくは一部を歴史遺産として英国内に残すことが買い取りの条件となっていたが応札される事なく 2016年に「インヴィンシブル」「アーク・ロイヤル」を解体した船舶解体業者 LEYAL Ship Recycling Group に 200万ポンドで売却され解体。
3番艦の「アーク・ロイヤル」は、国防費の大幅縮減のため、2011年3月11日に退役した。2013年に「インヴィンシブル」を解体した船舶解体業者 LEYAL Ship Recycling Group に売却され解体。

## 登場作品

### 漫画・アニメ
『HELLSING』
架空のインヴィンシヴル改級VSTOL空母1番艦「イーグル」（英語で「鷲」の意）が登場。リップヴァーン率いるミレニアム大隊が占拠し、「アドラー」（ドイツ語で「鷲」の意）と改名する。

### 小説
『レッド・オクトーバーを追え』
架空のタイフーン型原子力潜水艦「レッド・オクトーバー」の追跡に当たって「インヴィンシブル」が重要な役割を果たす。
『レッド・ストーム作戦発動』
大西洋上の通商路護衛作戦およびアイスランド奪還作戦で登場。

### ゲーム
『凱歌の号砲 エアランドフォース』
日本を占拠したイギリス軍の艦船として登場。プレイヤーも購入して使用できる。
『大戦略シリーズ』